# Joseph Johnston

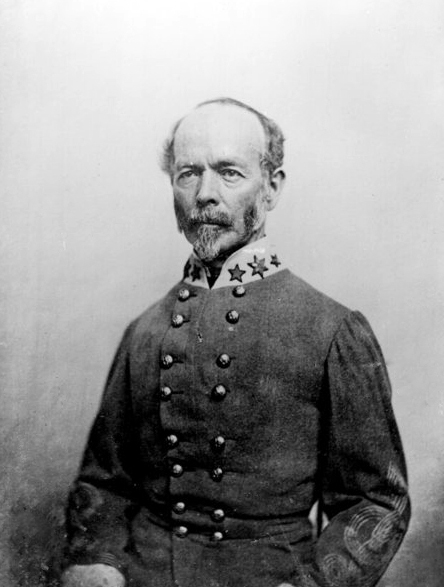
Joseph E. Johnston

Joseph Eggleston Johnston (3 tháng 2 năm 1807 – 21 tháng 3 năm 1891) là một sĩ quan quân đội Hoa Kỳ và là đại tướng già tuổi nhất trong quân đội Liên minh miền Nam thời Nội chiến Hoa Kỳ. Do căng thẳng giữa ông và tổng thống liên minh Jefferson Davis, Johnston không thể hiện được tài năng quân sự của mình. Ông cũng thường bị xem là tướng thiếu táo bạo do đó ông không làm được nhiều chiến công.